# کوئیکرها

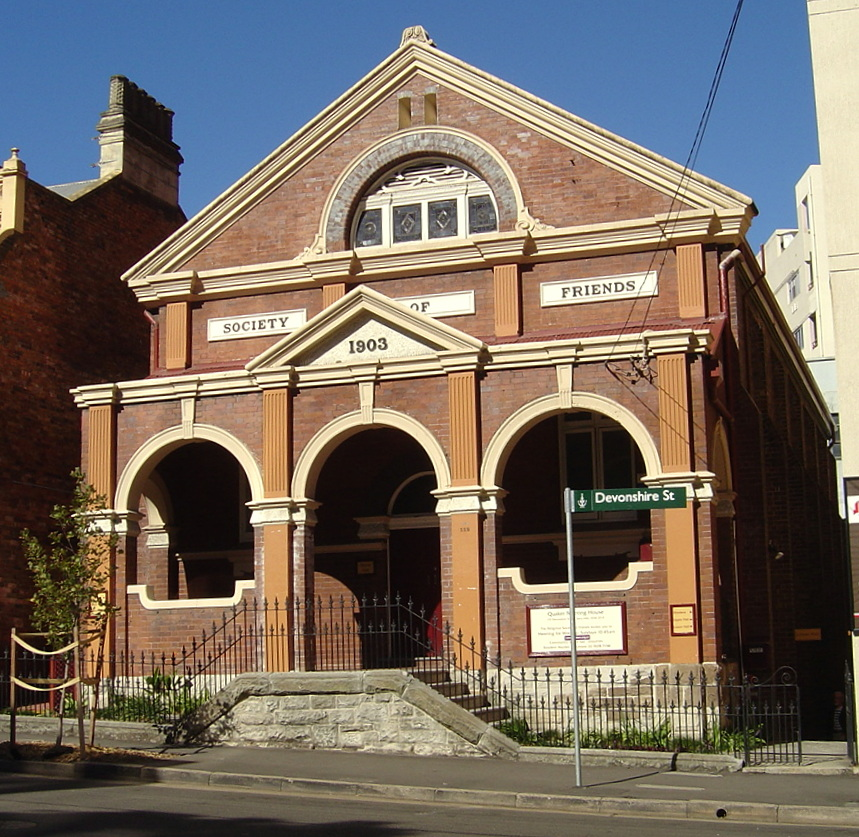
محل ملاقات کواکرها، سیدنی استرالیا

کوئِیکِرها (به انگلیسی: Quakers) به افرادی گفته می‌شود که به جهت تاریخی متعلق به چندین فرقه مسیحی ذیل پروتستانتیسم هستند و رسماً به عنوان جامعهٔ مذهبی دوستان شناخته می‌شوند. اعضای این جنبش‌ها به طور کلی در این اعتقاد مشترکند که هر انسانی قادر است «نور درون» را تجربه کند یا «نور خداوند را در همگان» ببیند. برخی کوئیکرها با الهام از آیه‌ای از نامه اول پطرس، به «کشیش‌بودن تمام مؤمنان» اعتقاد دارند. کوئیکرهای خداناباوری هم هستند که به آداب و مناسک کوئیکرها عمل می‌کنند اما به وجود خداوند باور ندارند. طبق آماری که در سال ۲۰۱۷ ارائه شد، ۳۷۷،۵۵۷ کوئیکر بزرگسال در دنیا وجود دارد که ۴۹٪ آنها ساکن آفریقا هستند.
اولین اقدامات زمینه‌ساز جنبش مسیحیت انجیلی که با عنوان کوئیکریسم شناخته می‌شود، در دهه ۱۶۵۰ میلادی در انگلستان آغاز شد و در جریان آن، گروهی از مسیحیان پروتستان پیوند خود را با کلیسای انگلستان قطع کردند. نخستین کوئیکرها مانند جورج فاکس در پی احیای «مسیحیت بدوی» و معتقد به بازگشت به ریشه‌های آموزه‌های مسیح درباره منع خشونت، ساده‌زیستی، توجه خداوند به مستضعفان، و دسترسی مستقیم و برابر به روح خداوند بودند. کوئیکرها، به ویژه گروه Valiant Sixty، می‌کوشیدند با سفر به نقاط مختلف انگلستان و کشورهای خارجی و تبلیغ انجیل، باعث گرویدن افراد بیشتری به این فرقه شوند. برخی از نخستین کشیش‌های کوئیکر زن بودند. پیام و بشارت آنها مبتنی بر این اعتقاد بود که انسان‌ها قادرند از طریق عیسی مسیح با خداوند ارتباط مستقیم برقرار کنند. این تجربهٔ مذهبی شخصی از عیسی مسیح، تجربهٔ مستقیم و بی‌واسطه و با مطالعهٔ انجیل به دست می‌آمد. کوئیکرها زندگی شخصی خود را بر رفتار و گفتار متمرکز می‌کردند تا به پاکی عاطفی و نور خداوند برسند و هدف آنها دستیابی به تکامل مسیحی بود.
کوئیکرهای قدیم از (thee) به عنوان یک ضمیر عادی استفاده می‌کردند، حاضر به شرکت در جنگ نبودند، لباس‌های ساده می‌پوشیدند، حاضر نبودند قسم بخورند، با برده‌داری مخالف بودند و طبق تیتوتالیسم عمل می‌کردند. برخی کوئیکرها پایه‌گذار بانک‌ها و موسسات مالی مهمی بودند از جمله بارکلیز، لویدز بانک و فرندز-پروویدنت؛ و برخی از آنها در حوزهٔ تولید کالا وارد شدند مانند شرکت تولیدکنندهٔ کفش کلارکز و سه شرکت قنادی بزرگ بریتانیا یعنی کدبری، راونتریز و فرای. کوئیکرها در فعالیت‌های بشردوستانه هم نقش داشتند از جمله لغو برده‌داری، اصلاح زندان‌ها و عدالت اجتماعی. در سال ۱۹۴۷، شورای خدمات دوستان در بریتانیا و کمیته آمریکایی خدمات دوستان، به نمایندگی از طرف کوئیکرها جایزه صلح نوبل را دریافت کردند.

## کوئیکرها مشهور
- هربرت هوور
- ریچارد نیکسون
- بن کینگزلی
- ویلیام پن
- ارتور ادینگتون
- مارشال هاجسن